# Geocolaptes
Geocolaptes is een geslacht van vogels uit de familie spechten (Picidae).

## Soorten
Het geslacht kent de volgende soort:
- Geocolaptes olivaceus – Kaapse grondspecht